# Nachtstudio (ZDF)
Das nachtstudio war eine von 1997 bis 2012 bestehende wöchentliche kulturelle Gesprächsrunde im Zweiten Deutschen Fernsehen (ZDF). Ihr Leiter und Moderator war Volker Panzer.

## Konzept und Geschichte

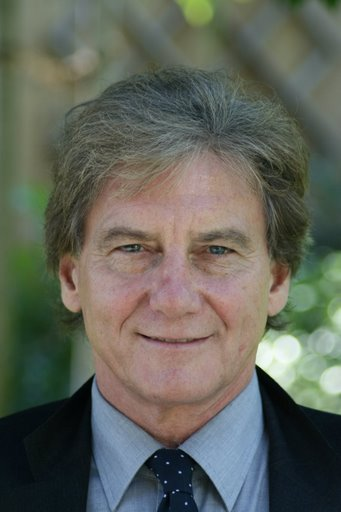
Volker Panzer im August 2007

Der Titel der Sendung geht auf die gleichnamigen Hörfunksendungen des Bayerischen Rundfunks (Nachtstudio, 1949 gegründet) und des Südwestfunks Baden-Baden (1952) zurück. Kulturjournalist Volker Panzer lud Personen aus Kunst und Kultur, Gesellschaft und Wissenschaft zum Gespräch ein. Diskutiert wurden fächerübergreifende Themen, wie „Haben wir einen freien Willen?“, „Was wäre wenn? – Fragen an die deutsche Geschichte“ oder „Die chinesische Herausforderung – mein neues Leben in China“. Zum festen Bestandteil der Talkshow gehörte „Das letzte Wort“ eines verstorbenen Prominenten, das jede Sendung mit einem zum Thema passenden Zitat abschloss.
Über das Nachtstudio wurden mehrere wissenschaftliche Arbeiten verfasst, unter anderem eine Habilitationsschrift über die Sendung „Regeln für den Menschenpark – die Debatte“ mit dem Philosophen Peter Sloterdijk vom 26. September 1999, der mit Rüdiger Safranski die Sendung Philosophisches Quartett in ähnlichem Format unterhielt.
Am 24. Juni 2012 wurde das Nachtstudio eingestellt und verabschiedete sich nach über 15 Jahren.

## Produktion
Der Sitz der Redaktion befand sich im ZDF-Hauptstadtstudio im Zollernhof in Berlin-Mitte. Die Talkshow hatte eine reguläre Länge von 60 Minuten und wurde in den Studios der Berliner Union-Film meistens am Freitagnachmittag aufgezeichnet. Jeweils sonntags (bzw. am Montagmorgen) wurde die Sendung im ZDF ausgestrahlt und im Laufe der darauf folgenden Woche von Phoenix wiederholt. In der Mediathek des ZDF konnten die vergangenen Sendungen des Nachtstudios online angesehen werden.

## Website
Auf der Website zur Sendung gab es neben den Aufzeichnungen ein Diskussionsforum und eine regelmäßige Kolumne Volker Panzers.